# Macedonische Wikipedia
De Macedonische Wikipedia (Macedonisch: Википедија) is een uitgave van de online encyclopedie Wikipedia in het Macedonisch.
De Macedonische Wikipedia ging in september 2003 van start.